# تاريخ العملة التايلاندية
يتضمن تأريخ استخدام العملة التايلاندية كوسيلة للتبادل وتسوية الحسابات قبل اعتماد العملات الورقية والعملات المعدنية التايلاندية تصميمات وأشكالًا جديدة. بالنسبة للشعب التايلاندي، يُعتبر المال رمزًا للحضارة. تعكس العملة بحد ذاتها الإيمان بالدين، الثقافة، العادات والتقاليد في كل عصر، أنها بمثابة سجل لتطور تايلاند.

## تاريخ
كانت الأرض التي تشكل تايلاند حاليًا مأهولة في السابق بمجتمعات ما قَبل التأريخ المختلفة. تركت هذه المجموعات من الناس إرثًا من الثقافة الاجتماعية والاحتفالات.
في الأيام القديمة للمجتمع التايلاندي، قبل إنشاء المال كوسيلة للتبادل، يتاجر الناس بالسلع عن طريق المقايضة بمنتجات ذات قيمة مماثلة. مع ذلك، فإن العديد من المنتجات تختلف في الجودة، ويختلف المشترون والبائعون في تقييماتهم للقيمة وفي متطلباتهم. لتسهيل بيع المنتجات، استُخدمت العديد من السلع المتفق عليها بشكل متبادل كوسائل للتبادل.
شبه جزيرة الهند الصينية أو "سوفارنابومي" وتعني "شبه الجزيرة الذهبية"، المنطقة الجغرافية التي تقع فيها تايلاند حاليًا. هذه الممالك القديمة موطنًا مزدهرًا لمجموعة متنوعة من الأعراق والقبائل المختلفة. عُرفت هذه المناطق فيما بعد باسم مملكة فونان، مملكة دفارافاتي، مملكة سريفيجايا، ومملكة سوكوتاي. استخدموا المال كوسيلة للتبادل، مما أدى إلى تطور أشكال مختلفة من المال. تتمتع الأموال التايلاندية بالخصائص الفريدة للأمة التايلاندية مع مملكة سوكوتاي، باستخدام أموال دائرية الشكل مصنوعة من الفضة كانت تُعرف باسم "بود دوانج"، واستمرت منذ ذلك الوقت حتى فترة أيوثايا وتونبوري وراتاناكوسين المبكرة.

## مملكة فونان (القرن الأول إلى القرن السادس الميلادي)
فونان المنطقة الأكثر أهمية في الهند الصينية وأصبحت ناجحة للغاية في التجارة خلال القرنين الأول وحتى السادس. تأثرت مملكة فونان بالهند من خلال التجارة والمقايضة→SOS. تحمل العملات المستخدمة في تلك الفترة علامات ترمز إلى الملكية والدين، العملات في الغالب مسطحة ومستديرة مصنوعة من الفضة. تُظهر هذه العملات المعدنية، على أحد وجهيها، نصف أشعة الشمس المنتشرة بين صفين من بيض الأسماك. ويحمل الجانب الآخر، في وضع مركزي، تصميم سريواتسا الذي يمثل نارايان وفقًا للدين البراهمي، مع باندوه، وهي طبلة احتفالية براهمية صغيرة، في إحدى الزوايا؛ والصليب المعقوف، رمز يُمثل الحظ السعيد، في الزاوية الأخرى. في أعلى كل عملة تظهر علامة الشمس والقمر.

## مملكة دفارافاتي (القرن السادس إلى القرن الحادي عشر)
مع تراجع مملكة فونان، أعلنت عدة ممالك حريتها واستقلالها. وتناوبوا بالسيطرة على المنطقة. شملت المناطق المحيطة بحوض نهر تشاو فرايا المركزي مثل ناخون باثوم، راجبوري، وسوبانبوري. أصبحت هذه المدن من المدن المهمة وشكلت المملكة الموحدة المعروفة باسم مملكة دفارافاتي في القرن السادس الميلادي. كما تناوبوا على أن يكونوا القوة المهيمنة في المنطقة واستمروا في اتباع المعتقدات الدينية والأنظمة الإدارية التي تبنوها من الهند. تأثروا أيضًا بالثقافة والمعتقدات الخميرية. أنتجت مملكة دفارافاتي العديد من أنواع العملات المعدنية كوسيلة للتجارة. كشفوا من خلال التصاميم الموجودة على العُملات المعدنية عن رموز الملكية، قوة الدولة، معتقدات البوذية، ودين البراهمين.
العينات عبارة عن عملات معدنية منقوشة عليها صدفة كبيرة، صدفة صغيرة، أرنب على ورقة زنبق، ماعز، مع صف من بيض السمك يزين الحافة الخارجية. على الجانب الخلفي يوجد رمز سريواتسا محاطًا بأنكوشا، مع الشمس والقمر في الأعلى والسمكة في الأسفل. بالإضافة إلى ذلك، هناك عملات معدنية مسطحة على جانب واحد. ظهرت على بعض هذه العملات ملامح بوراناكلود (جرة الماء)، عجلة دارما، وبقرة. يوجد على الجانب الخلفي من العُملات نص سنسكريتي قديم.

## مملكة سريفيجايا (القرن الثامن إلى القرن الثالث عشر)
في حوالي القرن الثامن، كانت مملكة سريفيجايا "أرض التجار البحريين". لذلك ازدهرت شبه جزيرة الملايو، خاصة منطقة تشايا ومقاطعة ناخون سري تاماراج، لأنها موانئ حيوية على طريق التجارة، فضلاً عن كونها السوق المركزية للسلع من أوروبا، الشرق الأوسط، الهند، وكوشين الصينية (فيتنام). توقفت السفن التجارية بحثًا عن مأوى من الرياح الموسمية الجنوبية في شبه الجزيرة الماليزية. في نهاية المطاف، ارتفعت هذه الأراضي في الجزء الجنوبي حتى جزيرة سومطرة إلى السلطة واتحدت معًا لتشكيل مملكة سريفيجايا. كان الناس من البوذيين من طائفة الماهايانا، ويحكمهم ملك.
النوعان الرئيسيان من الأموال التي عُثر عليها تعود إلى مملكة سريفيجايا هما أموال دوك تشان وأموال نامو.
عملة دوك تشان الفضية والذهبية مسطحة، مستديرة، ونُقش عليها زهرة ذات أربع بتلات على أحد الجانبين، بينما نُقش على الجانب الآخر الكلمة السنسكريتية القديمة وارا.
عملة نامو هي عُملة مسطحة، مستديرة، وصغيرة الحجم، يحمل أحد جانبيها الحرف السنسكريتي القديم المشابه للأبجدية التايلاندية "น". على الجانب الآخر، هناك علامات الطيات والوديان.

## مملكة سوكوتاي (القرن الثالث عشر إلى القرن الخامس عشر)
تأسست مملكة سوكوتاي بعد نجاح الجهود المشتركة وجيوش بوه خون (الملك) باه موانج وبوه خون (الملك) بانج كلانج هاو في طرد الخمير من السلطة الإدارية على أراضي سوفارنافومي. اعتلى بوه كون بانج كلانج هاو عرش مملكة سوكوتاي تحت لقب واسم جديدين: الملك سري إنثاراثيت.
وصلت القوة السياسية والإدارية، وتطور مملكة سوكوتاي، إلى ذروتها في عهد الملك رامخامهانغ. امتدت أراضي هذه المملكة لتشمل كامل طول شبه الجزيرة الماليزية. بداية الأبجدية التايلاندية ونقشها على الحجر. بالإضافة إلى ذلك، يصنع أهل سوكوتاي السيراميك الذي يُعتبر عالي الجودة ويعرف باسم سانكالوك. كان السانكالوك عنصرًا مهمًا في الصادرات.
وسيلة التبادل المستخدمة في هذه المملكة متنوعة، لكن نوع المال الذي نشأ في سوكوتاي كان "بود دوانغ" أو "مال الرصاصة". كان متداولًا لمدة 600 سنة. شكلها دائريًا، لها أطراف أرجل طويلة، حادة، مدببة، وثقب كبير بين الأرجل. يحمل علامات تشير إلى الأصل، عُثر على عدد قليل من العلامات مختومة على عملة سوكوتاي بود دوانج، أو ما يصل إلى سبع علامات. العلامات الأكثر شيوعًا هي الأسد، الفيل، المحارة، عجلة دارما، اللوتس، الأرنب، والراتشوات (هرم من النقاط).
بالإضافة إلى ذلك، وجد أن سوكوتاي استخدمت خليطًا صلبًا من العديد من المعادن ذات القيمة المنخفضة، مثل القصدير، الرصاص، والزنك، لإنتاج شكل يشبه بود دوانغ، ولكن بحجم أكبر، سُميت بأسماء مختلفة، مثل "بود دوانغ تشين"، أو نغرن كوب، أو نغرن خوب، أو نغرن كوك. كما استُخدم أصداف الكاوري أو البيا أيضًا كعُملة صغيرة في مملكة سوكوتاي.

## مملكة أيوثايا (1351–1767)
تأسست مملكة أيوثايا عام 1351 م. بفضل موقعها الجغرافي عند تقاطع أربعة أنهار رئيسية، وهي تشاو فرايا، نوي، لوبوري، وبا ساك، أصبحت أيوثايا آنذاك مركزًا للتجارة، الاتصالات، الاقتصاد، والإدارة.
ظلت العُملة الرئيسية في أيوثايا هي بود دوانغ كما كانت في فترة سوكوتاي، لكن مع بعض التعديلات. أصبحت العملات المعدنية في وقت لاحق أكثر إحكاما، مع أرجل أقصر، أوسع، علامات شق أصغر، وأقل عمقًا. صنعوا أيضًا نمط حبوب الأرز بدلاً من ذلك. لم يحمل بود دوانغ في تلك الفترة سوى علامتين. في الأعلى كان هناك الشاكرا، والتي كانت علامة المملكة، وفي المقدمة كانت علامات الحكم، والتي تختلف في التصميم، مثل علامات بوم خاو بين، راتشوات، الفيل، وقوقعة المحارة.

## مملك ثونبوري (1767–1782)
بعد سقوط أيوديا في أيدي البورميين عام 1767، قاد الملك تاكسين الجيش التايلاندي لطرد البورميين وهزيمتهم. بعد التحرير، حاول الملك تاكسين إعادة النظام إلى البلاد، تعرضت أيوديا للنهب والحرق على يد البورميين، كان من الصعب تجديدها في وقت قصير. ولذلك اختار الملك تاكسين أن يؤسس عاصمته في ثونبوري. كانت ثونبوري قريبة من البحر ومناسبة كميناء بحري للتجارة مع الدول الأجنبية. هي مدينة صغيرة لكن من السهل العناية بها والدفاع عنها. في وقت لاحق، نُصيب ملكًا وأقر الشعب قرارًا بتكريمه باعتباره "الملك تاكسين العظيم"
الأموال المستخدمة في بداية هذا العهد هي عملة بود دوانغ من أيوديا، في وقت لاحق أصدر الملك تاكسين أمرًا بإنتاج عملة بود دوانغ لاستخدامها في النظام الاقتصادي بخصائص مماثلة لتلك الموجودة في فترة أيوديا اللاحقة، لكنها مختومة بالشاكرا كعلامة للمملكة. فيما يتعلق بعلامة Reign، لا يزال الأمر مثيرًا للجدل بشأن الرمز المستخدم: "Trisula" أو "Thavivudh".

## مملكة راتاناكوسين
بعد مملكة ثونبوري، تأسست راتاناكوسين كعاصمة جديدة. النظام النقدي في بداية عصر راتاناكوسين مشابهًا للنظام النقدي في أيوديا المكون من بود دوانغ، ولكن عُدل لإظهار تطور السمات الفريدة المنسوبة إلى الشعب التايلاندي الذي عاش في هذا العصر. ظهرت أيضًا احتفالات بود دوانغ، مما أظهر وجود اهتمام مشترك بأهمية الأحداث التي وَقعت في عصرهم. جاء الملك راما الرابع الذي كانت لديه النية الملكية لإنتاج "عُملة مسطحة" للاستخدام. ولأول مرة، أصبحت هذه الفترة بمثابة دخول الأموال التايلاندية إلى النظام الدولي.

## عهد الملك راما الأول إلى الملك راما الثالث
في عهد الملك راما الأول حتى الملك راما الثالث، استمر استخدام بود دوانغ مع تغيير العلامة في العهد. أنشأ الملك فرا فوثايوتفا تشولالوك العظيم (الملك راما الأول) بود دوانغ مع التشاكرا التي تمثل علامة المملكة وبوا أونالوم والشعار الملكي للملك راما الأول. وكان بود دوانغ أيضًا قيم: تاملوينغ، بات، نصف بات، سالوينغ، وفويانغ.
ظلت العُملة المستخدمة في عهد الملك راما الثاني هي عُملة بود دوانغ، كانت مماثلة لعملة الملك راما الأول، مع تغيير علامة العهد إلى جارودا لتمثيل عهد الملك راما الثاني. من المفترض أن يكون مشتقًا من اسمه السابق "شيم بلي"، موطن الجنة للرب جارودا.
ظلت الأموال المنتَجة في عهد الملك راما الثالث هي البود دوانغ التي تحمل علامة تشاكرا براسات. تمثل علامة براسات الاسم السابق للملك راما الثالث: "تاب" (تي براتاب)، الذي كان فرا ماها براسات (القصر الملكي). بالإضافة إلى ذلك، وجد أن بود دوانغ انتج لإحياء ذكرى بعض المناسبات المهمة مثل pod duang krut sio، وpod duang chaleo، وpod duang dok mai، وpod duang bai matum.

## عهد الملك راما الرابع
تغير النظام النقدي التايلاندي بشكل كبير في عهد الملك راما الرابع. وشهدت هذه الفترة زيادة في التجارة بين التايلانديين والأجانب. خلال الفترة المبكرة من الحكم، كان بود دوانغ لا يزال العملة الرئيسية، ويحمل الشاكرا كعلامة للمملكة والمونغكوت كعلامة للحكم. واستخدام علامة مونغكوت (التاج) بمثابة مقدمة لاعتلاء لقبه واسم "ولي العهد مونغكوت".
في الوقت نفسه، واجهت تايلاند مشكلة بسبب عدم قدرتها على إنتاج كميات كافية من بود دوانغ وتلبية الطلب كذلك منع التزوير على نطاق واسع، أمر الملك راما الرابع بإصدار النقود الورقية لاستخدامها مع بود دوانغ، التي أطلق عليها اسم "ماي". انتج الماي من الورق بطباعة بسيطة واستخدامه مع بود دوانغ، لكن هذه السلسلة من النقود الورقية لم تكن شائعة بين المواطنين.
في عام 1857, الملكة فيكتوريا أرسلت آلة إنتاج عملة صغيرة تعمل يدويا كهدية ملكية. كان لدى الملك راما الرابع أول آلة لإنتاج العملات المعدنية. كانت تسمى هذه العملة "رين باناكارن" (عملات الهدايا الملكية). لكن، أخيرًا، طلب وقف استخدام هذه الآلة لأنه لا يمكن إنتاج سوى عدد قليل من العملات المعدنية يوميًا. كان لديهم آلة جديدة تعمل بالبخار لإنتاج العملات المعدنية المسطحة. في وقت لاحق ، أمر الملك راما الرابع ببناء دار سك العملة أمام الخزانة الملكية في القصر الكبير. السلسلة الأولى من العملات المعدنية التي تنتجها هذه الآلة مشابهة لعملات الهدايا الملكية. يمكن استخدامها جنبا إلى جنب بود دوانغ، حيث توقف إنتاج بود دوانغ.
في العام نفسه أمر الملك راما الرابع بإنتاج عُملات ذهبية وفضية بقيمة أربعة باهت تحمل علامة مونكوت-كرونج سيام كتذكارات لعيد ميلادهِ الستين.

## عهد الملك راما الخامس
شَهد عهد الملك راما الخامس تطورًا كبيرًا للأمة في كل جانب تقريبًا بما في ذلك النظام النقدي والمالي. في عام 1875، أمر الملك ببناء دار سك جديدة، بما في ذلك تركيب آلة جديدة ذات قدرة إنتاجية وكفاءة أكبر. بدأت دار سك العملة الجديدة بإنتاج عملات فضية تحمل صورة الملك وتصميم شعار النبالة، وكانت المرة الأولى التي يحمل فيها الوجه الأمامي صورة الملك الحاكم. أصبح هذا الشكل التشغيلي للعهود اللاحقة. أمر الملك بإصدار عملات معدنية جديدة من الصفيح تحمل على الوجه الأمامي شعار فرا كيو (التاج)، على الوجه الخلفي تصميم الفيل داخل شاكرا. يُطلق على فرا كيو أيضًا اسم "تشولا مونجكوت" باعتباره الشعار الملكي للملك راما الخامس.
خلال فترة حكمه، كلف شقيقه الأصغر الأمير جايانتا مونجكول بإعادة هيكلة النظام النقدي لإعادة تنظيم وحدات سيام النقدية على طول الخطوط الدولية، من الوحدات الثلاثة عشر السابقة، — توس، بيت، باد دوانغ، تشانج، توملونج، باهت، سالونج، فوانج، باي، سيك، سيو، أت، وسولوس. تعتمد هذه الحسابات على الوزن مما جعل الاحتفاظ بالحسابات على المستوى الدولي أمرًا صعبًا.
توقف إنتاج بود دوانغ في عهد الملك راما الرابع. أمر الملك راما الخامس بإنتاج بود دوانغ مع علامة تشاكرا فرا كيو كتذكار لإحياء ذكرى حرق الجثة الملكية لابنته الصغرى، الأميرة تشاروين كامول سوكساوات، وكتذكار لحفل صنع الجدارة الملكي المخصص لسومديج فرا ثيب سيرين تارا ماتايا، الأميرة الأم.
طُبق معيار الذهب بشكل غير رسمي في عام 1902 استجابة لانخفاض قيمة الفضة مقارنة بالذهب وإدخال العُملة الورقية بعد الموافقة على قانون العُملة الورقية لعام 1902 (RS121) والذي أنشأ إدارة العملة الورقية كمكتب داخل وزارة المالية قَبل أن تصبح العملة السيامية رسميًا معيارًا ذهبيًا بموجب قانون معيار الذهب لعام 1908 (RS127)
في وقت لاحق، طلب راما الخامس عملات معدنية من منشأة إنتاج دار سك العملة في باريس، عملات تحمل الصورة الملكية المحفورة بواسطة هنري أوغست باتي، وأيرابو، الفيل الأبيض ذو الرؤوس الثلاثة. لكن راما الخامس توفي قبل أن يُعلن عن استخدام العملات المعدنية، لذا أمر راما السادس بتوزيع العملات المعدنية أثناء حرق جثة والده. تُسمى هذه العملات عمومًا بـ Rien Nuad أو "عُملات الشارب".

## عهد الملك راما السادس إلى الثامن
خِلال عهد الملك راما السادس إلى الثامن، واجهت سيام أزمات اقتصادية بسبب التباطؤ الاقتصادي العالمي الناجم عن الحروب العالمية والكساد.
خلال فترة حكم الملك راما السادس المبكرة، استمرت العملات المعدنية التي انتجت خلال عهد الملك راما الخامس في التداول. أمر راما السادس لأول مرة بإنتاج عُملات باهت تحمل صورة الملك على الوجه، مع وجود صورة أيرافاتا، الفيل الأبيض ذو الرؤوس الثلاثة على الوجه الخلفي لهذه العُملات الأولى.
افتتح راما السادس قسم الأوراق النقدية التايلاندية التابع لوزارة المالية بقانون الأوراق النقدية السيامية، RE 121، الصادر في 24 يونيو/حزيران 1902. طُبعت سلسلة الأوراق النقدية 1 بواسطة شركة Thomas De La Rue & Company Limited، إنجلترا، مع اسم الشركة في وسط الهامش السفلي. طُبعت الأوراق النقدية على جانب واحد فقط وفي العديد من الأنواع من سبع فئات من 1 بات، 5 بات، 10 بات، 20 بات، 50 بات (مطبوعة على سلسلة الأوراق النقدية من فئة 1 بات 50Z-59Z)، 100 بات و1000 تيكال [كذا] مع كل من الأرقام العربية والتايلاندية. (يستمر الترقيم المزدوج، ولكن أُسقط tical من السلسلة 2 وما بعدها.)

صدرت الأوراق النقدية من السلسلة 2 لأول مرة في عام 1925 في عهد راما السادس واستمرت حتى عهد راما السابع حيث حُذفت ترجمة البات وإضافة النقش أولاً،
สัญญาจะจ่ายเงินให้แก่ผู้นำบัตรนี้มาขึ้นเป็นเงินตราสยาม
Promise to pay (silver to) bearer on demand in (silver) currency of Siam;
غُير لاحقًا في عام 1928 ليكون متوافقًا مع قانون العملة، BE 2471 إلى
ธนบัตรเป็นเงินที่ชำระหนี้ได้ตามกฎหมาย
This note is legal tender (lit. silver in payment of debt) according to law.
 الجبهة لديها غيلوش تصميم مع اثني عشر أشعة، والظهر، تصوير حفل الحرث الملكي، مطبوعة بست فئات: 1, 5, 10, 20, 100 و 1000 بات في نوعين المطبوعة من قِبل دي لا رو.
الأوراق النقدية من السلسلة 3، صدرت لأول مرة في عام 1934، هي الأولى التي تحمل صورة الملك، يظهر على الوجه الأمامي مع تصميمات ذات مناظر طبيعية كعناصر ثانوية. يصور الوجه الخلفي معبد فرا ساموت تشيدي مع بيان العقوبة المفروضة على التزوير، الذي استُخدم أيضًا لأول مرة. استمرت السلسلة 3 حتى عهد راما الثامن، طبعها دي لا رو في أربع فئات بما في ذلك 1، 5، 10، و20 بات مع تغيير الصورة الملكية من الملك راما السابع إلى الملك راما الثامن في عام 1936.
صدرت الأوراق النقدية من السلسلة 4 لأول مرة في عام 1938 من قِبل شركة دي لا رو بخمس فئات بما في ذلك 1-5-10-20 و1000 بات. صدر النوع الثاني عام 1940 مع التغيير من รัฐบาลสยาม (حكومة سيام) إلى รัฐบาลไทย (حكومة تايلاند) بسبب تغيير اسم البلاد في 10 ديسمبر/كانون الأول 1939 الذي طُبق على أربع فئات بما في ذلك 1-5-10 و1000 بات.
لتخفيف ندرة الأوراق النقدية في البلاد أثناء حرب شرق آسيا الكبرى، طبعت إدارة المساحة الملكية التايلاندية سلسلة خاصة من الأوراق النقدية بأربع فئات، 1-10-20 و100، مثل تلك الموجودة في السلسلة الرابعة. عبارة "المسح الملكي التايلاندي" في الجزء السفلي الأوسط من الأمام والخلف حلت محل عبارة Thomas De La Rue & Co.، لندن. 
طُبعت السلسلة 5 بواسطة مطبعة الأوراق النقدية اليابانية في سبع فئات بما في ذلك 50 ساتانغ، 1 بات، 5 بات، 10 بات، 20 بات، 100 بات، و1000 بات بدءًا من عام 1942.
السلسلة 6 من نصيب إدارة المسح الملكي التايلاندي وإدارة المسح البحري في فئتين بما في ذلك 20، و100 بات، ولكل منهما نوعان.
طبُع إصدار خاص في زمن الحرب في إنجلترا ، إندونيسيا ومن قِبل إدارة المساحة التايلاندية الملكية في أربع فئات بما في ذلك 50 ساتانغ (مطبوعة على أوراق نقدية بقيمة 10 بات مطبوعة من جاوة)، 1 بات (كلاهما من إدارة المساحة التايلاندية الملكية وأوراق نقدية للغزو صادرة في إنجلترا)، 50 بات (مطبوعة على أوراق نقدية بقيمة دولار مضيق هانغتشو الصادرة لأربع ولايات ماليزية من قِبل إدارة المساحة التايلاندية الملكية) و1000 بات صادرة عن إدارة المساحة التايلاندية الملكية.
طُبعت السلسلة 7 على عجل بواسطة شركات طباعة خاصة تحت إشراف بنك تايلاند بجودة مُرضية بالكاد في أربع فئات بما في ذلك 1 بات، 5 بات، 10 بات، و 50 بات

## عهد الملك راما التاسع
في عام 1945، سعت الحكومة إلى تجديد عقدها مع شركة توماس دي لا رو المحدودة، إنجلترا، لكن الشركة تضررت أثناء الحرب ولم تتمكن من قبول الطلبات. طلبت الحكومة الأمريكية المساعدة. كلفت الولايات المتحدة مكتب النقش والطباعة بإعداد ألواح الطباعة، أُسندت إلى شركة Tudor Press مهمة طباعة السلسلة الثامنة. تُصور الواجهة الملك راما الثامن في سن مبكرة كعنصر رئيسي، وفرا باثوم تشيدي كعنصر ثانوي في كل فئة. وعلى ظهر كل من الفئات الخمس كان الدستور موضوعا على صينية قاعدة. كانت أبعاد الفئات المنخفضة والمتوسطة بما في ذلك 1 بات، 5 بات، و10 بات هي نفس أبعاد الفئات المنخفضة من MPC بينما أبعاد الفئات العالية بما في ذلك 20 بات، و100 بات هي نفس أبعاد الدولار الأمريكي (الفئة العالية من MPC). صدرت هذه الوثائق في عام 1946 في عهد الملك راما التاسع. وصدرت الأوامر بشأنها في عهد الملك راما الثامن، ونُقلت عندما اعتلى راما التاسع العرش بالفعل.
عادت السلسلة 9 المطبوعة بواسطة دي لا رو في ستة فئات إلى الألوان المألوفة لكل نوع ونموذج فئة من السلسلة 4 من دي لا رو والسلسلة 4 من Royal Thai Survey باستثناء 100 بات التي استَخدمت اللون الأحمر بدلاً من اللون الأزرق السماوي من السلسلة 4 من Royal Thai Survey، ويُمكن افتراض أن ألوان السلسلة التاسعة هي المعيار للأوراق النقدية التايلاندية الحالية.
الأوراق النقدية من فئة 100 بات من السلسلة 9 مزورة بشكل كبير، لذلك كانت هناك حاجة إلى الأوراق النقدية متعددة الألوان ذات اللون الأحمر الأساسي. تتكون السلسلة 10 مِن فئة 100 بات فقط التي طبعتها شركة دي لا رو، أصدرتها لأول مرة في عام 1968.
بدأت السلسلة 11 بأوراق نقدية من فئة 5، و10 بات صدرت في عام 1969، أوراق نقدية من فئة 20 بات في عام 1971، وأوراق نقدية من فئة 100 بات في عام 1972. طُبعت الأوراق النقدية بقيمة خمسمائة بات لأول مرة في عام 1975 عندما انتقلت عملية الإنتاج، التصميم، النقش، وإصدار الأوراق النقدية إلى مصانع طباعة الأوراق النقدية في تايلاند.
اعتلى الملك بوميبول أدولياديج العرش في 9 يونيو/حزيران 1946. حكم حتى وفاته في 13 أكتوبر/تشرين الأول 2016، وهي أطول فترة حكم لأي ملك تايلاندي. عصره أحد العصور التي شهدت تغيرات سريعة في المجتمع والاقتصاد، مصحوبة بتطور المعرفة والتكنولوجيا في جميع المجالات، بما في ذلك العُملات المعدنية، التي طُورت وعُديلت باستمرار في التصميم ومحتوى المعدن من أجل الامتثال للاقتصاد المتوسع بسرعة، وتلبية المعايير الدولية.
في عام 1950، سُكت أول سلسلة من العُملات المعدنية المتداولة من البرونز، الألومنيوم، والنحاس في أربع فئات؛ عملات 5، 10، 25، و50 ساتانغ، وكان تصميم الوجه هو صورة الملك بوميبول وتصميم الظهر هو شعار النبالة الذي استُخدم في عهد الملك راما الخامس.
في عام 1986، كانت التغييرات جزئية بشكل عام وأُجريت على قيم معينة من العُملات المعدنية فقط، بعد مراجعة شاملة لإنتاج العملات المعدنية من حيث الفئة، التكوين، الحجم، والنمط، تضمنت إضافة عملات معدنية من فئة 1 ساتانغ، و10 باهت. أنتجت الحكومة سلسلة من ثماني عملات معدنية: 10 باهت، 5 باهت، 1 باهت، 50 ساتانغ، 25 ساتانغ، 10 ساتانغ، 5 ساتانغ، و1 ساتانغ. في عام 2005، سُكت عملات معدنية بقيمة 2 باهت، مما رفع عدد العُملات المتداولة إلى 9 فئات. يُستخدم 25 ساتانغ حتى 10 بات فقط في التداول بينما تُسك العملات فئة 1، 5، و10 باتانغ لخدمة النظام المحاسبي.
خلال هذا العهد، صدر عدد كبير من العملات المعدنية. سُكت أول عملة تذكارية في عام 1961 بعملة النيكل بقيمة 1 بات للاحتفال بعودة الملك والملكة من زيارات رسمية إلى الخارج. إنها أول عُملة معدنية تحمل صورة إحدى أفراد العائلة المالكة.
سلسلة الأوراق النقدية رقم 12 هي السلسلة الكبرى في فئات الأوراق النقدية من فئة 10 بات في عام 1980 حتى انتهاء إصدار الأوراق النقدية من فئة 10 بات بعد عام 1995 لتُستبدل بعملات معدنية من فئة 10 بات والتي صدرت منذ عام 1988، أوراق نقدية من فئة 20 بات في عام 1981 وأوراق نقدية من فئة 100 بات في عام 1978 مع نقوش للآثار لأولئك الملوك المستحقين "العظيم". "
في عام 1982، سُكت أول عملة معدنية تذكارية لإحياء ذكرى مرور مائتي عام على تأسيس بانكوك. قُدِمت العملات المعدنية إلى الملك والعائلة المالكة دون إصدارها للعامة. ولم تُصدر العملات المعدنية الإثباتية للجمهور إلا في الذكرى الخمسين لتولي الملكة سيريكيت الحكم في 12 أغسطس/آب 1982.
كان من المفترض أن تُصدر سلسلة الأوراق النقدية رقم 13 للاحتفال بالذكرى المئوية الثانية لتأسيس بانكوك في عام 1982، لكن التأخير في تسليم آلات الطباعة الجديدة إلى جانب عبء العمل الثقيل للبنك أدى إلى تأخير إصدار أوراق نقدية من فئة 50 بات حتى عام 1985، أوراق نقدية من فئة 500 بات في عام 1987 مع نقوش للآثار للملوك المتعلقة باحتفال راتاناكوسين بما في ذلك الملك براجاديبوك والملك راما الأول."
أدى النمو الاقتصادي في تايلاند إلى زيادة الطلب على فئات أعلى. أدى إلى إحياء أوراق النقد مِن فئة 1000 بات في عام 1992 كجزء من أوراق النقد من السلسلة 14 جنبًا إلى جنب مع الأوراق النقدية الجديدة من فئة 100 بات التي صدرت في عام 1994، والأوراق النقدية الجديدة من فئة 500 بات التي صدرت في عام 1996."

## القرن الحادي والعشرين
أجبرت المطالبات بتكنولوجيا مكافحة التزييف، إلى جانب هدف الحكومة التايلاندية المتمثل في لفت انتباه الرأي العام إلى أفعال ملوك سلالة شاكري، بنك تايلاند على إصدار أوراق نقدية من السلسلة 15 بخمس فئات: 20 بات في عام 2003، 50 بات في أوراق بوليمر في عام 1997 قَبل استبدالها بالأوراق النقدية الورقية المألوفة (النوع 2) في عام 2004 بسبب عدم شعبية الأوراق النقدية البوليمرية، 100 بات في عام 2004 حتى استبدالها بالنوع 2 في عام 2005، 500 بات في عام 2001، و1000 بات في عام 1999 حتى استبدالها بالنوع 2 في عام 2005."
- 2006: احتفالاً بالذكرى الستين لاعتلاء الملك العرش، أصدرت وزارة الخزانة عُملات معدنية ملونة لأول مرة بمناسبة "جائزة الإنجاز مدى الحياة الأولى للتنمية البشرية من برنامج الأمم المتحدة الإنمائي" التي قدمتها الأمم المتحدة للملك. بالإضافة إلى العملات التذكارية التي سُكت للاحتفال بالمناسبات والأحداث الخاصة، تقوم وزارة الخزانة أيضًا بإنتاج العملات التذكارية بالتعاون مع المنظمات الدولية.

- 2012: إصدار أوراق نقدية من السلسلة 16 لتمجيد ملوك تايلاند في فترات مختلفة من الماضي إلى الحاضر[22]

- 50 بات صدرت لإحياء ذكرى إعلان استقلال الملك ناريسوان.[23]

- 2013: صدرت سلسلة 16 من فئة 20 بات لإحياء ذكرى الملك رام كامهانغ.[24]

- 500 بات السلسلة 16 صدرت لإحياء ذكرى الملك راما الأول.[25]

- 100 بات السلسلة 16 صدرت لإحياء ذكرى الملك تاكسين.[26]

- 1000 بات السلسلة 16 صدرت لإحياء ذكرى الملك شولالونغكورن.[27]

- 20، 50، 100 باهت السلسلة 17 لتكريم الملك ماها فاجيرالونغكورن بوديندراديبايافارانغكون[28]

تُعتبر العملات النقدية والقطع النقدية التايلاندية بمثابة كنوز وطنية لأنها لا تعكس التأريخ التايلاندي فحسب، بل تعكس أيضًا الثقافة والاقتصاد التايلاندي في كل فترة.

## القوة الشرائية التاريخية لفئات العملات المعدنية عبر التاريخ
| صورة العملة | الفئة      | 1900 Baht   | 1925 Baht | 1945 Baht | 1965 بات     | 1995 بات      | 2000 بات      | 2024 Baht     |
| ----------- | ---------- | ----------- | --------- | --------- | ------------ | ------------- | ------------- | ------------- |
|             | 1 Bia      | 1/6400 Baht | 0.0002    | 0.0007    | 0.0491       | 0.3138        | 0.4090        | 0.6677        |
|             | 1 Solot    | 1/128 Baht  | 0.0117    | 0.0367    | 2.45         | 15.69         | 20.45         | 33.39         |
|             | 1 At       | 1/64 Baht   | 0.0234    | 0.0735    | 4.91         | 31.38         | 40.90         | 66.77         |
|             | 1 Siao     | 1/32 Baht   | 0.0467    | 0.1469    | 9.82         | 62.77         | 81.80         | 133.55        |
|             | 1 Sik      | 1/16 Baht   | 0.0935    | 0.2938    | 19.63        | 125.53        | 163.60        | 267.09        |
|             | 1 Feuang   | 1/8 Baht    | 0.1870    | 0.5876    | 39.26        | 251.07        | 327.19        | 534.19        |
|             | 1 Saleung  | 1/4 Baht    | 0.3739    | 1.1752    | 78.53        | 502.14        | 654.38        | 1,068.38      |
|             | 2 Saleung  | 1/2 Baht    | 0.7479    | 2.3504    | 157.05       | 1,004.27      | 1,308.76      | 2,136.75      |
|             | 1 Baht     | 1 Baht      | 1.50      | 4.70      | 314.10       | 2,008.55      | 2,617.52      | 4,273.50      |
|             | 2 Baht     | 2 Baht      | 2.99      | 9.40      | 628.21       | 4,017.09      | 5,235.04      | 8,547.01      |
|             | 2 1/2 Baht | 2 1/2 Baht  | 3.74      | 11.75     | 785.26       | 5,021.37      | 6,543.80      | 10,683.76     |
|             | 1 Tamleung | 4 Baht      | 5.98      | 18.80     | 1,256.41     | 8,034.19      | 10,470.09     | 17,094.02     |
|             | 2 Tamleung | 8 Baht      | 11.97     | 37.61     | 2,512.82     | 16,068.38     | 20,940.17     | 34,188.03     |
|             | 4 Tamleung | 16 Baht     | 23.93     | 75.21     | 5,025.64     | 32,136.75     | 41,880.34     | 68,376.07     |
|             | 8 Tamleung | 32 Baht     | 47.86     | 150.43    | 10,051.28    | 64,273.50     | 83,760.68     | 136,752.14    |
|             | Half Chang | 40 Baht     | 59.83     | 188.03    | 12,564.10    | 80,341.88     | 104,700.85    | 170,940.17    |
|             | Chang      | 80 Baht     | 119.66    | 376.07    | 25,128.21    | 160,683.76    | 209,401.71    | 341,880.34    |
|             | Hab        | 6400 Baht   | 9,572.65  | 30,085.47 | 2,010,256.41 | 12,854,700.85 | 16,752,136.75 | 27,350,427.35 |

## القوة الشرائية التاريخية للبات عبر التاريخ
تقلبت قيمة البات (المعيار الثنائي المعدن) على مر السنين، وتضخم البات بشكل كبير بعد التحول إلى معيار العملة الورقية. يمكن رؤية ذلك في سعر وعاء من غواي جاب (نوع من المعكرونة). كان سعر وعاء واحد من غواي جاب حوالي 1 أت في عهد راما الخامس، لكن في عهد راما السادس كان سعره حوالي 1 ساتانغ. المعادل العشري لـ 1 أت حوالي 1.5 ساتانغ. اعتبارًا من عام 2024، انخفضت قيمة البات منذ عهد راما الخامس بنحو 500,000 ٪. لاحظ أن التضخم بنسبة 500,000% انخفاض خطي وثابت في القيمة، هو مجرد نسبة مئوية مقارنة لمدى "انخفاض" القيمة. إنها ليست قيمة مركبة سنوية.

### السلع والخدمات
| 1900 بات             | 1920 Baht             | 1925 Baht | 1945 Baht | 1965 بات  | 1995 بات  | 2000 بات   | 2024 بات   | قوة الشراء                                                                    |
| -------------------- | --------------------- | --------- | --------- | --------- | --------- | ---------- | ---------- | ----------------------------------------------------------------------------- |
| 1 Att                | 1⁄64 بات 1.56 ساتانغ  | 0.0233    | 0.0733    | 4.9000    | 31.3333   | 40.8333    | 66.6667    | 1 bowl of Guay Jap Noodles, or 1 plate of curry and rice, or 1 bottle of soda |
| 1 Att + 1 Solot      | 3⁄128 بات 2.34 ساتانغ | 0.0350    | 0.1100    | 7.35      | 47.00     | 61.25      | 100.00     | 1 bowl of "good" noodles                                                      |
| 1 Phai               | 1⁄32 بات 3.125 ساتانغ | 0.0467    | 0.1469    | 9.82      | 62.77     | 81.80      | 133.55     | 1 bottle of lemonade                                                          |
| 1 Phai + 1 أت        | 3⁄64 بات 4.68 ساتانغ  | 0.0700    | 0.2200    | 14.70     | 94.00     | 122.50     | 200.00     | 10 to 20 rolls of cigarettes, depending on the brand                          |
| 3 Phai + 1 Solot     | 7⁄64 بات 10 ساتانغ    | 0.1496    | 0.4701    | 31.41     | 200.85    | 261.75     | 427.35     | 1 bowl of Oyster Porridge                                                     |
| 1 Saleung            | 1⁄4 baht 25 satang    | 0.3739    | 1.1752    | 78.53     | 502.14    | 654.38     | 1,068.38   | 1 pair of school shirts                                                       |
| 2 Saleung            | 1⁄2 بات 50 ساتانغ     | 0.7479    | 2.3504    | 157.05    | 1,004.27  | 1,308.76   | 2,136.75   | 1 time with a prostitute at Bang Khaek Road                                   |
| 2 Saleung + 1 Feuang | 5⁄8 بات 62.5 ساتانغ   | 0.9348    | 2.9380    | 196.31    | 1,255.34  | 1,635.95   | 2,670.94   | 1 pair of school trousers                                                     |
| 3 Saleung            | 3⁄4 بات 75 ساتانغ     | 1.12      | 3.53      | 235.58    | 1,506.41  | 1,963.14   | 3,205.13   | 1 pair of "good" Japanese shoes                                               |
| 1 Tamleng            | 4 baht 400 satang     | 5.98      | 18.80     | 1,256.41  | 8,034.19  | 10,470.09  | 17,094.02  | 1 bottle of "western" liquor                                                  |
| 2 Tamleng            | 8 بات 800 ساتانغ      | 11.97     | 37.61     | 2,512.82  | 16,068.38 | 20,940.17  | 34,188.03  | 10 Rai of land "outside the city wall"                                        |
| 4 Tamleung + 2 Baht  | 10 بات 1000 ساتانغ    | 14.96     | 47.01     | 3,141.03  | 20,085.47 | 26,175.21  | 42,735.04  | 1 big teak wood house                                                         |
| 5 Tamleung           | 20 بات 2000 ساتانغ    | 29.91     | 94.02     | 6,282.05  | 40,170.94 | 52,350.43  | 85,470.09  | 1 barrel of "bad" rice                                                        |
| 10 Tamleung          | 40 بات 4000 ساتانغ    | 59.83     | 188.03    | 12,564.10 | 80,341.88 | 104,700.85 | 170,940.17 | 1 barrel of "good" rice                                                       |

### الرواتب
في هذه الأمثلة، تُحسب الرواتب من فترة ما قبل عام 1900 وفقًا للتضخم لإظهار الرواتب عبر العصور. هذه الرواتب هي الأجور التي تدفع شهريًا.
| 1800s | 1900 | 1920 | 1945   | 1965      | 1995       | 2000       | 2024       | الأجور الفعلية لعام 2024 | المهنة                                                                                     |
| ----- | ---- | ---- | ------ | --------- | ---------- | ---------- | ---------- | --- | ------------------------------------------------------------------------------------------ |
| 12    |      |      | 38.4   | 2,566     | 16,407     | 21,382     | 34,909     | 9000~15,000 | الرقيب العسكري على أساس رواتب تشاو فرايا وورافونغبيت في عام 1877                           |
|       |      | 2200 | 7040   | 470,400   | 3,008,000  | 3,920,000  | 6,400,000  | كمية غير معروفة منصب تم تغيير اسمها إلى سكرتير الملكي للقصر* 114,640 نائب سكرتير ملكي للقصص*نائب سكرتير الملكي في القصر*                                          | وزير وزارة القصرعلى أساس رواتب تشاو فرايا وورافونغبيبات في عام 1926                        |
| 16    |      |      | 51.2   | 3,421     | 21,876     | 28,509     | 46,545     | 15,400~34,000 | معلم غير ذو خبرة على أساس رواتب تشاو فرايا يوممارات (بان سوخوم) في عام 1883                |
|       | 20   |      | 64     | 4,276     | 27,345     | 35,636     | 58,182     | الموقف تم إلغاءه 30،000 ~ 40،000 مما يعادل هذا الموقف لعازف الأوتار في أوركسترا فيلحمونية تايلاند *يُساوي هذا الموقف مع عازف حبال في أوركسترا فيلحارمونيا تايلاند* | الموسيقي الملكي الجديد استناداً إلى رواية السيد سوممبني على رواية "فرا بلينغ بور هوو"       |
|       |      | 220  | 704    | 47,040    | 300,800    | 392,000    | 640,000    | الموقف تم إلغاءه | الموسيقي الملكي ذو خبرة (12 عاما) مبني على رواية فرا بلينغ بور هوو                         |
|       | 40   |      | 128    | 8,553     | 54,691     | 71,273     | 116,364    | 15,000~25,000[6] مساوية هذا الموقف إلى TA | مساعد كاتب الكتب المدرسية بناء على حساب السيد (خام)                                        |
| 48    |      |      | 153    | 10,223    | 65,373     | 85,193     | 139,091    | 24,000~69,000 | معلم ذو خبرة بناء على رواتب تشاو فرايا يوممارات (بان سوخوم)                                |
| 60    |      |      | 192    | 12,829    | 82,036     | 106,909    | 174,545    | 24,000~69,000 | معلم ذو خبرة على أساس رواتب فرايا سري سنتورن ووهان في عام 1873 (مؤلف كتاب المولبت بنفاكيت) |
|       | 65   |      | 208    | 13,898    | 88,873     | 115,818    | 189,091    | 15,400~34,000 | المعلم الجديدبناء على رواية (فرايا بوريهارن راتشامانوب)                                    |
|       | 100  |      | 320    | 21,382    | 136,727    | 178,182    | 290,909    | 24,000~69,000 | معلم ذو خبرة (8 سنوات) بناء على رواية (فرايا بوريهارن راتشامانوب)                          |
|       |      | 600  | 1920   | 128,291   | 820,364    | 1,069,091  | 1,745,455  | الموقف تم إلغاءه | المعلم الملكيبناء على رواية (فرايا بوريهارن راتشامانوب)                                    |
| 50    |      |      | 160    | 10,691    | 68,364     | 89,091     | 145,455    | 27,000~45,000 | مترجم مبني على رواية "فرايا أثيكورن براكاسات" (لوى تشاتيكوانيتش)                           |
| 100   |      |      | 320    | 21,382    | 136,727    | 178,182    | 290,909    | 3070~21,980[9] ضابط* | ضابط شرطةمبني على رواية "فرايا أثيكورن براكاسات" (لوى تشاتيكوانيتش)                        |
|       | 400  |      | 1280   | 85,527    | 546,909    | 712,727    | 1,163,636  | 14,030- 54,820[9] الرقيب* | قائد قسم الشرطةمبني على رواية "فرايا أثيكورن براكاسات" (لوى تشاتيكوانيتش)                  |
|       | 500  |      | 1600   | 106,909   | 683,636    | 890,909    | 1,454,545  | 29,980~76,800[9] القائد* | قائد قسم الشرطة الخاصة مبني على رواية "فرايا أثيكورن براكاسات" (لوى تشاتيكوانيتش)          |
|       |      | 700  | 2240   | 149,673   | 957,091    | 1,247,273  | 2,036,364  | 39,090~76,800[9] مساعد المفوض*مسؤولة عن أجهزة الشرطة الفردية** | قائد شرطة بانكوك الموسطية مبني على رواية "فرايا أثيكورن براكاسات" (لوى تشاتيكوانيتش)       |
|       |      | 900  | 2880   | 192,436   | 1,230,545  | 1,603,636  | 2,618,182  | 39,090~76,800[9] المفتش العام*مسؤولة عن جميع إدارات الشرطة البريطانية والإقليمية**                                                                                | المدير العام للشرطة المحليةمبني على رواية "فرايا أثيكورن براكاسات" (لوى تشاتيكوانيتش)      |
|       |      | 1100 | 3520   | 235,200   | 1,504,000  | 1,960,000  | 3,200,000  | 78,030[9] المفوض* | رئيس الشرطةمبني على رواية "فرايا أثيكورن براكاسات" (لوى تشاتيكوانيتش)                      |
| 12500 |      |      | 40,000 | 2,672,727 | 17,090,909 | 22,272,727 | 36,363,636 | 76,800 | محافظ تشيانغ ماي مبني على روايات من أدب لانا                                               |
| 5000  |      |      | 16,000 | 1,069,091 | 6,836,364  | 8,909,091  | 14,545,455 | 76,800 | محافظ لمبانغ مبني على روايات من أدب لانا                                                   |
| 3600  |      |      | 11,520 | 769,745   | 4,922,182  | 6,414,545  | 10,472,727 | 76,800 | محافظ نانمبني على روايات من أدب لانا                                                       |
| 3500  |      |      | 11,200 | 748,364   | 4,785,455  | 6,236,364  | 10,181,818 | 76,800 | محافظ لامپونمبني على روايات من أدب لانا                                                    |
|       |      | 1600 | 5120   | 342,109   | 2,187,636  | 2,850,909  | 4,654,545  | 76,800 | محافظ روي إيت على أساس حسابات في وثيقة تضم قائمة رواتب الموظفين في عام 1926                |

الرواتب معروضة بالبات*
تُجرى الحسابات على أساس افتراض أن التضخم قبل عام 1920 كان صفرًا، وبالتالي فإن هذا الرسم البياني تقريبي**

### تباين القدرة الشرائية
يُشير إلى القوة الشرائية للأوراق النقدية بناءً على سلعة معينة نسبيًا، سواء كانت: الذهب، المعكرونة، إلخ. وبناءً على "التباين" على أدنى فئة من العُملات المعدنية والأوراق النقدية المتداولة، مما يوضح القوة الشرائية النسبية لعُملة معينة. يُمكن فهم ذلك على أنه مقدار ما يمكن لفئة معينة من الناس شراء سلعة معينة، أو النسبة المئوية التي يُشكل بها سعر السلعة الفئة.
| التباين النسبي في أسعار المعكرونة* | التباين النسبي في أسعار المعكرونة* | التباين النسبي في أسعار المعكرونة* | التباين النسبي في أسعار المعكرونة* | التباين النسبي في أسعار المعكرونة* | التباين النسبي في أسعار المعكرونة* | التباين النسبي في أسعار المعكرونة* | التباين النسبي في أسعار المعكرونة* | التباين النسبي في أسعار المعكرونة* |
| ---------------------------------- | ---------------------------------- | ---------------------------------- | ---------------------------------- | ---------------------------------- | ---------------------------------- | ---------------------------------- | ---------------------------------- | ---------------------------------- |
| سعر                                | سعر                                | 1 أت                               | 1.56 ساتانغ                        | 5 ساتانغ                           | 3 بات                              | 5 بات                              | 20 بات                             | 78 بات                             |
| أدنى فئة                           | أدنى فئة                           | 1900                               | 1920                               | 1945                               | 1967                               | 1992                               | 2003                               | 2024                               |
| عملة                               | عملة                               | 1 سولوت                            | 1 ساتانغ                           | 0.5 ساتانغ                         | 5 ساتانغ                           | 25 ساتانغ                          | 25 ساتانغ                          | 25 ساتانغ                          |
|                                    | نسبة التباين                       | 50%                                | 150%                               | 1000%                              | 6000%                              | 2000%                              | 8000%                              | 31 200%                            |
| الأوراق النقدية                    | الأوراق النقدية                    | 1 بات                              | 1 بات                              | 50 ساتانغ                          | 5 بات                              | 10 بات                             | 20 بات                             | 20 بات                             |
|                                    | التباين النسبي                     | 0.01%                              | 0.01%                              | 10%                                | 60%                                | 50%                                | 100%                               | 390%                               |

الوهم القائل بأن "1 بات" يُمكن أن يَشتري "الكثير" في الفترة ما بين القرنين العشرين والخمسينيات من القرن العشرين يأتي من القوة الشرائية لأدنى فئة. التناقض بين وجهات النظر والمنظور يأتي من الجيل الذي نشأ في تلك الحقبة والجيل البعيد عنها. خذ في الاعتبار ورقة نقدية بقيمة 1 بات في القرن العشرين، وعملة معدنية بقيمة 1 بات في عشرينيات القرن الحادي والعشرين. إن قدرتهم الشرائية مختلفة للغاية، مما يخلق شرخًا في تصور الفرد في طائفة معينة عندما يقال للأجيال اللاحقة "كان من الممكن أن تشتري لك بات واحد وعاءً من المعكرونة في ذلك الوقت". في حين أن القوة الشرائية لورقة النقد من فئة 1 بات في الواقع أقرب إلى القوة الشرائية لورقة النقد من فئة 1000 بات في عام 2024. ما يُثير التساؤل حول القوة الشرائية الزائدة لورقة النقد من فئة 1000 بات في عشرينيات القرن العشرين، التي تشبه ورقة نقدية من فئة 5 ملايين بات في عام 2024. في النهاية، القيمة تبقى كما هي، فقط الرقم يتغير.

## روابط خارجية
- تطور الأوراق النقدية التايلاندية
- "The History of Siamese Money". Chiangmai and Chiangrai magazine. 16 يونيو 2010. مؤرشف من الأصل في 2011-09-28. اطلع عليه بتاريخ 2011-09-22.